# Ian Hallam
Ian Hallam (nascido em 24 de novembro de 1984) é um ex-ciclista britânico de ciclismo de pista.
Como amador, participou de três edições dos Jogos Olímpicos. Em 1968, na Cidade do México, não obteve qualquer medalha; em 1972, em Munique, conquistou a medalha de bronze na perseguição por equipes de 4 km, junto com William Moore, Michael Bennett e Ronald Keeble; e em 1976, em Montreal, conquistou outra medalha de bronze na mesma prova, junto com Ian Banbury, Michael Bennett e Robin Croker.